# Instituto Nacional de las Mujeres (Argentina)
El Instituto Nacional de las Mujeres (INAM) de Argentina fue una institución pública dependiente del Poder Ejecutivo Nacional creada en 2017 para sustituir al Consejo Nacional de las Mujeres vigente desde 1992.

## Historia
El Instituto Nacional de las Mujeres fue creado por decreto n.º 698 del 5 de septiembre de 2017 del presidente Mauricio Macri. El nuevo organismo sustituyó al Consejo Nacional de las Mujeres (creado en 1992 como Consejo Nacional de la Mujer), el cual fue disuelto; y dependía del Poder Ejecutivo Nacional a través del Ministerio de Desarrollo Social.
Fue disuelto por decreto n.º 7 del 10 de diciembre de 2019 del presidente Alberto Fernández, y sustituido por el Ministerio de las Mujeres, Géneros y Diversidad.